# Фалетров, Иван Михайлович
Иван Михайлович Фалетров — советский хозяйственный, государственный и политический деятель, Герой Социалистического Труда.

## Биография
Родился в 1920 году в деревне Павловское. Член КПСС.
С 1934 года — на хозяйственной, общественной и политической работе. В 1934—1982 гг. — колхозник в сельскохозяйственной артели «Колос», военнослужащий Военно-Морского Флота СССР, участник Великой Отечественной войны, агроном, старший агроном совхоза «Колос», слушатель Ярославской школы руководящих кадров, главный агроном колхоза «Колос» Тутаевского района Ярославской области
Указом Президиума Верховного Совета СССР от 11 декабря 1973 присвоено звание Героя Социалистического Труда с вручением ордена Ленина и золотой медали «Серп и Молот».
Делегат XXV съезда КПСС.
Умер в Тутаевском районе в 1996 году.